# 呼吉尔特机场
呼吉尔特机场是一座位于蒙古国中部地区前杭爱省城镇呼吉尔特的机场。机场位于呼吉尔特北方4公里处，拥有一条方向为09/27，2,200米 × 60米（7,218英尺 × 197英尺）的草地跑道。